# Isabelle (couleur)
Isabelle est un nom de couleur ancien, désignant une gamme de jaunes-orangés grisâtres. Il a surtout cours  dans le domaine de l'hippologie pour désigner la robe isabelle, bien que l'on parle aussi de robe isabelle pour les chiens de race carlin dont le pelage n'est pas entièrement noir. 

## Étymologie et terminologie
Le nom de couleur isabelle est attesté en français depuis 1595. Son origine est obscure. Pour A. Dauzat, elle serait arabe.
Un récit légendaire explique comment un prénom comme Isabelle peut désigner une couleur.
Une Isabelle, dirigeant les armées durant un siège, aurait fait le vœu de ne pas changer de chemise tant que la place ne serait pas prise. Le siège durant, cette chemise aurait pris une couleur gris-jaunâtre. « En attendant les preuves diplomatiques de cette étymologie, je rapporte l'historiette pour ce qu'elle vaut ; si non è vero, è ben trovato », écrit Auguste Scheler en 1862 dans son Dictionnaire d'étymologie française. C'est que pour certains, à partir du XVIIIe siècle, il s'agit de l'archiduchesse Isabelle d'Autriche, fille du roi d'Espagne Philippe II et gouvernante générale des Pays-Bas espagnols, célèbre pour avoir participé au siège d'Ostende (1601-1604),,. Cette version résiste mal à l'examen, le terme étant attesté avant l'anecdote. Une autre version publiée à partir de 1829 attribue la même action à la reine Isabelle la Catholique, lors du siège de Grenade en 1491. Aucune source d'époque n'atteste les faits.

## Description
Le nom de couleur isabelle est attesté avant de s'appliquer à une robe de cheval. Furetière la définit comme « un jaune bien lavé », et commente : « les jupes isabelles ont été longtemps à la mode, parce que c'est une couleur douce ».
En 1861, Michel-Eugène Chevreul l'inclut dans sa liste des « Noms de couleur le plus fréquemment usités dans la conversation et dans les livres », le cote 1 orangé-jaune du 1 au 2 ton et rend compte de la très sérieuse investigation qu'il a faite de la légende de son origine dans le linge souillé uniquement par la sueur, d'où il tire sa cotation de la couleur. « La couleur de la prune de mirabelle, qu'on rapproche de la couleur Isabelle, est le 3 orangé-jaune »   9 10 et 11 tons. Mais isabelle de garance est aussi un nom de couleur de l'Instruction pour la teinture des laines de 1671, qu'il a pu aussi étudier, en tant que directeur de la Manufacture des Gobelins. Ce nom de nuances classées parmi les couleurs de chair, désigne dans la classification de Cheveul des 2 à 5 orangé du 5 au 9 ton, plus ou moins rabattus, c'est-à-dire plus ou moins grisâtres.
| ton | 2 orangé | 3 orangé | 4 orangé | 5 orangé |
| 5   |          |          |          |          |
| 6   |          |          |          |          |
| 7   |          |          |          |          |
| 8   |          |          |          |          |
| 9   |          |          |          |          |

Le Répertoire de couleurs de la Société des Chrysanthémistes donne en 1905 quatre nuances entre fauve et pitchpin que suit mastic.